# Szőkedencs, Somogy
Szőkedencs  este un sat în districtul Marcal, județul Somogy, Ungaria, având o populație de 269 de locuitori (2011). 

## Demografie
Componența etnică a satului Szőkedencs
     Maghiari (97,78%)
     Germani (2,22%)
Componența confesională a satului Szőkedencs
     Romano-catolici (73,98%)
     Luterani (8,18%)
     Fără religie (1,12%)
     Necunoscută (16,73%)
Conform recensământului din 2011, satul Szőkedencs avea 269 de locuitori. Din punct de vedere etnic, majoritatea locuitorilor (97,78%) erau maghiari, cu o minoritate de germani (2,22%).  Din punct de vedere confesional, majoritatea locuitorilor (73,98%) erau romano-catolici, existând și minorități de luterani (8,18%) și persoane fără religie (1,12%). Pentru 16,73% din locuitori nu este cunoscută apartenența confesională.